# Neothoracaphis querciphaga
Neothoracaphis querciphaga är en insektsart som först beskrevs av Takahashi, R. 1958.  Neothoracaphis querciphaga ingår i släktet Neothoracaphis och familjen långrörsbladlöss. Inga underarter finns listade i Catalogue of Life.